# Georges Le Chevalier
Georges Le Chevalier est un homme politique français né le 11 novembre 1839 à Paris et décédé le 7 mars 1909 à Paris.

## Biographie
Fils d'un éditeur républicain, il est docteur en droit en 1862 et secrétaire de la conférence du barreau en 1864. Il se lance en politique du côté des républicains, soutenant la candidature de Thiers en 1869. En 1870, il est nommé préfet de la Sarthe, poste dont il démissionne en 1871. Il reprend sa carrière d'avocat, et plaide dans de nombreuses affaires retentissantes, souvent à caractère très politique[réf. souhaitée].
Conseiller général de la Sarthe en 1895, il est président du conseil général en 1903. La même année, il est élu sénateur de la Sarthe, et se montre un parlementaire actif, intervenant sur des sujets très divers. Il meurt en fonction en 1909.

## Sources
- « Georges Le Chevalier », dans le Dictionnaire des parlementaires français (1889-1940), sous la direction de Jean Jolly, PUF, 1960 [détail de l’édition]